# Philippe Claudel
Philippe Claudel (Dombasle-sur-Meurthe, 2 de fevereiro de 1962) é um escritor francês.

## Biografia
Consagrou uma tese à André Hardellet. É mestre de conferências na Universidade de Nancy onde ensina no Instituto Europeu de Cinema e Audiovisual. Em 2000, recebe o Prémio Marcel Pagnol e o prémio da França Televisões para algumas das cem lamentações. Em 2003, obtém o Prémio Goncourt da notícia para as pequenas mecânicas e o Prêmio Renaudot para a Les Âmes Grises.
Foi o padrinho do 16º Festival da primeira novela, Chambéry, em 2003. Muito unido à Lorena, presidiu o prémio Erckmann-Chatrian de 2003 à 2006.